# Новое Лисино
Новое Лисино — деревня в Лотошинском районе Московской области России.
Относится к городскому поселению Лотошино, до реформы 2006 года относилась к Монасеинскому сельскому округу. Население — 39 чел. (2010).

## География
Расположена в центральной части городского поселения, примерно в 4 км к северо-западу от районного центра — посёлка городского типа Лотошино. Соседние населённые пункты — деревни Софийское и Ивановское. Автобусная остановка на дороге Лотошино — Марково.

## Исторические сведения
На карте Тверской губернии 1850 года А. И. Менде и на специальной карте Европейской России 1871 года И. А. Стрельбицкого обозначена как Лисина, на картах Генштаба — Новолисино.
По сведениям 1859 года — деревня Татьянковской волости Старицкого уезда Тверской губернии (Калицынский приход) в 52 верстах от уездного города, на равнине, с 36 дворами, 8 прудами, 10 колодцами и 295 жителями (145 мужчин, 150 женщин).
В «Списке населённых мест» 1862 года Лисино — казённая деревня 2-го стана Старицкого уезда по Волоколамскому и Гжатскому трактам от города Старицы, при колодцах и пруде, с 34 дворами и 289 жителями (143 мужчины, 146 женщин).
В 1886 году — 51 двор, 334 жителя (166 мужчин, 168 женщин), 53 семьи.
В 1915 году насчитывался 51 двор, а деревня относилась к Федосовской волости.
Постановлением НКВД от 19 марта 1919 года вошла в состав Лотошинской волости Волоколамского уезда Московской губернии.
По материалам Всесоюзной переписи населения 1926 года являлась центром Ново-Лисинского сельсовета, в ней проживало 317 человек (147 мужчин, 170 женщин), насчитывалось 67 хозяйств, имелась школа.
С 1929 года — населённый пункт в составе Лотошинского района Московской области.

## Население
| 1859 | 1886 | 1926 | 2002 | 2006 | 2010 |
| ---- | ---- | ---- | ---- | ---- | ---- |
| 289  | ↗334 | ↘317 | ↘55  | ↘41  | ↘39  |